# Fatoumatta K. Jawara
Fatoumatta K. Jawara (auch: Fatoumata oder Fatou; * 1983,) ist eine gambische Politikerin.

## Leben
| Parlamentswahl | Stimmen | Stimmanteil |
| -------------- | ------- | ----------- |
| 2017           | 4.594   | 48,43 %     |

Jawara besuchte die Campama Primary School und im Anschluss die Greater Banjul Junior School sowie die Kotu Senior Secondary School.
Nach dem Schulabschluss schloss sie sich der United Democratic Party (UDP) an. Jawara wurde 2010 zur Präsidentin der weiblichen Jugendgruppe (Female Youth President) der United Democratic Party (UDP) gewählt und zuletzt im Dezember 2018 wiedergewählt.
Später studierte sie am Management Development Institute (MDI) in Unternehmensführung (Business Management), das sie jedoch zwei Monate nach dem Beginn wegen ihrer Festnahme abbrechen musste.
Am 14. April 2016 wurde sie an der Westfield Junction in Serekunda gemeinsam mit Nogoi Njie, Solo Sandeng und weiteren Personen verhaftet, die auf einer Demonstration eine Wahlrechtsreform und einen Rücktritt des gambischen Präsidenten Yahya Jammeh gefordert hätten. Insgesamt wurden 25 Personen festgenommen und ohne Anklage länger als die von der Verfassung Gambias vorgesehenen 72 Stunden festgehalten. Während der Haft im Hauptquartier des gambischen Geheimdienstes National Intelligence Agency (NIA) wurde sie gefoltert und massiv sexuell bedrängt.
Am 21. Juli 2016 wurden sie und zehn weitere beteiligte Personen zu Haftstrafen verurteilt. Ein Berufungsverfahren dauerte Mitte November 2016 noch an. Kurz nach der von Adama Barrow gewonnenen Präsidentschaftswahl wurde sie am 8. Dezember 2016 nach acht Monaten Haft ohne Kontakt zu ihrer Familie frei gelassen.
Bei der Wahl zum Parlament 2017 trat sie als Kandidatin der UDP im Wahlkreis Tallinding Kujang in der Kanifing Administrative Region an. Mit 48,43 % konnte sie den Wahlkreis vor Ebrima Sonko (APRC) für sich gewinnen.
Im November 2019 entließ die UDP acht im Parlament vertretende Parteimitglieder aus ihrer Partei. Das informierte Parlament stuft die Parlamentarier von nun an, darunter auch Jawara, als unabhängige Abgeordnete ein.
Bei der Parlamentswahl 2022 trat Jawara als Kandidatin der von Präsident Barrow 2019 gegründeten Partei National People’s Party (NPP) an. Mit der dritthöchsten Stimmenzahl (2358) verlor sie den Wahlkreis Tallinding Kujang an den UDP-Kandidaten Musa Badjie (5026 Stimmen). Sie gehört jedoch zu den fünf von Barrow persönlichen ernannten Mitgliedern der 6. Gambischen Nationalversammlung.

## Familie
Jawara ist verheiratet und hat vier Kinder.